# Група (математика)
Група је у апстрактној алгебри скуп са бинарном операцијом, који задовољава аксиоме затворености, асоцијативности и има неутрални и инверзни елемент. Грана математике која проучава групе је теорија група.
Многе структуре којима се математика бави су у ствари групе. Међу њима су познати бројевни системи, као што су цели бројеви, рационални бројеви, реални бројеви, и комплексни бројеви под сабирање, као и рационални бројеви различити од нуле, реални бројеви и комплексни бројеви под множењем. Други важни примери су групе не-сингуларних матрица под множењем, и група инвертибилних функција под слагањем функција. Теорија група омогућава да се својства оваквих структура изучавају у општим случајевима.
Теорија група има широку примену у математици и другим природним наукама. Многе алгебарске структуре, као што су поља и векторски простори могу концизно да се дефинишу у терминима група, и теорија група пружа важне алате за проучавање симетрије, јер симетрије сваког објекта граде групу. Групе су стога кључне апстракције у гранама физике које се тичу принципа симетрије, као што су теорија релативитета, квантна механика, и физика честица. Штавише, њихова могућност да представе геометријске трансформације им доноси примену у хемији, рачунарству, и другим областима.

## Дефиниција
Група {\displaystyle (G,*)} је скуп {\displaystyle G} са бинарном операцијом {\displaystyle *}, која задовољава следеће четири аксиоме:
- Затвореност: За свако {\displaystyle a,b} из {\displaystyle G}, резултат {\displaystyle a*b} је такође у {\displaystyle G}.

Најчешће се захтев за затвореношћу не наводи експлицитно, јер се он подразумева у исказу да је * бинарна операција.
- Асоцијативност: За свако {\displaystyle a,b} и {\displaystyle c} из {\displaystyle G}, {\displaystyle (a*b)*c=a*(b*c)}.
- Неутрал: Постоји елемент {\displaystyle e} из {\displaystyle G} такав да за свако  {\displaystyle a} из  {\displaystyle G},  {\displaystyle e*a=a*e=a}.

Може се показати да група има тачно један неутрал.
- Инверз: За свако  {\displaystyle a} из {\displaystyle G}, постоји елемент {\displaystyle b}, такође из  {\displaystyle G}, такав да  {\displaystyle a*b=b*a=e}, где је  {\displaystyle e} неутрал.

Може се показати да је инверз датог елемента јединствен, и да је леви и десни инверз елемента исти. Постоје и уже дефиниције, које замењују другу и трећу аксиому концептом левог (или десног) неутрала и инверза.
Група  {\displaystyle (G,*)} се често означава само словом {\displaystyle G}, кад не постоји двосмисленост око тога шта је операција.

## Основни концепти теорије група
- Ред групе {\displaystyle G}, који се означава изразом {\displaystyle |G|}, је број елемената у скупу {\displaystyle G}. Ако ред није коначан, тада је група бесконачна група, што се означава као {\displaystyle |G|=\infty }.
- Ред елемента {\displaystyle a} из групе {\displaystyle G} је најмањи позитиван цео број {\displaystyle n} такав да {\displaystyle a^{n}=e}, где је {\displaystyle a^{n}} умножак {\displaystyle a} самим собом {\displaystyle n} пута (или друга погодна композиција у зависности од оператора групе). Ако не постоји такво {\displaystyle n}, тада се каже да је ред од {\displaystyle a} бесконачан.

### Подгрупа
Скуп {\displaystyle H} је подгрупа групе {\displaystyle G} ако је подскуп {\displaystyle G} и група у односу на операцију дефинисану на {\displaystyle G}. Другим речима, {\displaystyle H} је подгрупа од {\displaystyle (G,*)} ако је рестрикција од {\displaystyle *} на {\displaystyle H} операција групе на {\displaystyle H}. Како су остала својства аутоматски задовољена, {\displaystyle H\subset G} је подгрупа групе {\displaystyle G} ако и само ако је затворен у односу на {\displaystyle *} и инверз.
Ако је {\displaystyle G} коначна група, тада је коначна и {\displaystyle H}. Притом ред од {\displaystyle H} дели ред од {\displaystyle G} по Лагранжовој теореми.

### Ознаке група
Могуће је користити различите ознаке за групе у зависности од контекста и операције.
- Адитивне групе користе {\displaystyle +} да означе сабирање, а {\displaystyle -} да означе инверзе. На пример, {\displaystyle a+(-a)=0} у {\displaystyle \mathbf {Z} }. Према опште прихваћеној конвенцији, ознака {\displaystyle +} се користи искључиво за комутативне групе.
- Мултипликативне групе користе {\displaystyle *} да означе множење, а {\displaystyle a^{-1}} да означе инверзе. На пример, {\displaystyle a*a^{-1}=1}. Врло често се изоставља {\displaystyle *} и записује се само {\displaystyle aa^{-1}}.
- Групе функција користе {\displaystyle \cdot } да означе композицију функција, и {\displaystyle ^{-1}} да означе инверзе. На пример, {\displaystyle g\cdot g^{-1}=e}. Врло често се изоставља {\displaystyle \cdot } и записује се само {\displaystyle gg^{-1}}.

Када се дефинишу групе, стандардна нотација подразумева да се користе заграде за дефинисање групе и њене операције. На пример, {\displaystyle (H,+)} означава да је скуп {\displaystyle H} група у односу на сабирање. За групе као што су {\displaystyle (Z_{n},+)} и {\displaystyle (F_{n}^{*},*)} је уобичајено да се изоставе заграде и операција, нпр. {\displaystyle Z_{n}} и {\displaystyle F_{n}^{*}}. Такође је исправно да се група означава ознаком њеног скупа, нпр.{\displaystyle H} или {\displaystyle \mathbb {Z} }.
Неутрал се означава словом {\displaystyle e}, али се понекад користи и нека друга ознака у зависности од групе. Код мултипликативних група, неутрал може да се означава бројем 1. Код група инвертибилних матрица, неутрал се обично означава као {\displaystyle \mathbf {I} } или {\displaystyle \mathbf {E} }. Код адитивних група, неутрал може да се означава бројем 0. Код група функција, неутрал се обично означава као {\displaystyle f_{0}} или {\displaystyle {\textrm {id}}}.
Ако је {\displaystyle S} подскуп скупа {\displaystyle G} и {\displaystyle x} је елемент {\displaystyle G}, тада, у мултипликативној нотацији, {\displaystyle xS} је скуп свих производа {\displaystyle \{xs:s\in S\}}; слично, нотација {\displaystyle Sx=\{sx:s\in S\}}; и за два подскупа {\displaystyle S} и {\displaystyle T} скупа {\displaystyle G}, се пише {\displaystyle ST} за {\displaystyle \{st:s\in S,t\in T\}}. У адитивној нотацији, записује се {\displaystyle x+S,S+x} и {\displaystyle S+T} за одговарајуће скупове.

## Врсте група

### Абелова група
Група {\displaystyle G} је Абелова или комутативна ако је операција комутативна, то јест, за свако {\displaystyle a}, {\displaystyle b} из {\displaystyle G}, {\displaystyle a*b=b*a}. Абелове групе су добиле име по математичару Нилсу Абелу.
1. пример: Позната Абелова група је група целих бројева под сабирањем. Нека је {\displaystyle \mathbb {Z} } скуп целих бројева,{\displaystyle \{...,-4,-3,-2,-1,0,1,2,3,4,...\}}, и нека симбол {\displaystyle +} означава операцију сабирања. Тада је {\displaystyle (\mathbb {Z} ,+)} група, пошто су испуњени захтеви:
- Затвореност: Ако су {\displaystyle a} и {\displaystyle b} цели бројеви, тада је {\displaystyle a+b} цео број.
- Асоцијативност: Ако су {\displaystyle a}, {\displaystyle b}, и {\displaystyle c} цели бројеви, тада је {\displaystyle (a+b)+c=a+(b+c)}.
- Постоји неутрал: {\displaystyle 0} је цео број, и за сваки цео број {\displaystyle a}, {\displaystyle 0+a=a+0=a}.
- Постоји инверз: Ако је {\displaystyle a} цео број, тада цео број {\displaystyle -a} задовољава правила инверза: {\displaystyle a+(-a)=(-a)+a=0},

и одавде наведена група је Абелова, јер важи {\displaystyle a+b=b+a}.
Проширењем операција, ако додамо и операцију множења на истом скупу, добијамо целе бројеве са сабирањем и множењем, што ће представљати сложенију алгебарску структуру, која се назива прстен.
2. пример: Са друге стране, ако посматрамо целе бројеве са операцијом множења, означеног симболом {\displaystyle \cdot }, тада {\displaystyle (\mathbb {Z} ,\cdot )} није група. Ово задовољава већину аксиома, али нема инверзе:
- Затвореност: Ако су {\displaystyle a} и {\displaystyle b} цели бројеви, тада је {\displaystyle a\cdot b} цео број.
- Асоцијативност: Ако су {\displaystyle a}, {\displaystyle b}, и {\displaystyle c} цели бројеви, онда {\displaystyle (a\cdot b)\cdot c=a\cdot (b\cdot c)}.
- Постоји неутрални елемент: {\displaystyle 1} је цео број, и за сваки цео број {\displaystyle a}, {\displaystyle 1\cdot a=a\cdot 1=a}.
- Међутим, не важи да кад год је {\displaystyle a} цео број, постоји цео број {\displaystyle b} такав да {\displaystyle ab=ba=1}. На пример, {\displaystyle a=2} је цео број, али једино решење једначине {\displaystyle ab=1} у овом случају је {\displaystyle }. Не можемо да изаберемо {\displaystyle b={\frac {1}{2}}} јер {\displaystyle {\frac {1}{2}}} није цео број.

Како нема сваки елемент из {\displaystyle (\mathbb {Z} ,\cdot )} инверз, {\displaystyle (\mathbb {Z} ,\cdot )} није група. Међутим, ово јесте комутативни моноид, што је структура која се дефинише слично групи, али без захтева за постојањем инверза.
3. пример: Скуп рационалних бројева {\displaystyle \mathbb {Q} } без нуле, тј. скуп свих разломака {\displaystyle {\frac {a}{b}}}, где су {\displaystyle a} и {\displaystyle b} цели бројеви, а {\displaystyle b} је различито од нуле, са операцијом множења означеном симболом {\displaystyle \cdot }. Како рационалан број 0 нема мултипликативни инверз, {\displaystyle (\mathbb {Q} ,\cdot )}, као {\displaystyle (\mathbb {Z} ,\cdot )}, није група.
Међутим, ако користимо скуп свих рационалних бројева различитих од нуле, {\displaystyle \mathbb {Q} \setminus \{0\}}, тада {\displaystyle (\mathbb {Q} \setminus \{0\},\cdot )} гради Абелову групу.
- Затвореност, асоцијативност, и постојање неутрала је лако проверити због својстава целих бројева.
- Инверз: Инверз {\displaystyle {\frac {a}{b}}} је {\displaystyle {\frac {b}{a}}} и аксиома је задовољена.

Не губимо затвореност уклањањем нуле, јер је производ два рационална броја различита од нуле увек различит од нуле. Као што цели бројеви дају прстен, рационални бројеви дају алгебарску структуру поље, која допушта операције сабирања, одузимања, множења и дељења.
4. пример: За конкретнији пример групе, узмимо три обојене плочице (црвену, зелену и плаву) на почетку постављене у распоред ЦЗП. Нека је {\displaystyle a} дејство „замени прву и другу плочицу“, и нека је {\displaystyle b} дејство „замени другу и трећу плочицу“.
У мултипликативном облику, традиционално записујемо {\displaystyle xy} за комбиновано дејство у „прво уради {\displaystyle y}, а затим уради {\displaystyle x}“; тако да је {\displaystyle ab} акција ЦЗП → ЦПЗ → ПЦЗ, тј, „узми плаву плочицу, и помери је на почетак“.
Ако са {\displaystyle e} означавамо дејство „остави плочице тамо где јесу“ (неутрал), тада можемо да напишемо шест пермутација скупа три плочице као следећа дејства:
- {\displaystyle e} : ЦЗП → ЦЗП
- {\displaystyle a} : ЦЗП → ЗЦП
- {\displaystyle b} : ЦЗП → ЦПЗ
- {\displaystyle ab} : ЦЗП → ПЦЗ
- {\displaystyle ba} : ЦЗП → ЗПЦ
- {\displaystyle aba} : ЦЗП → ПЗЦ

Дејство {\displaystyle aa} има ефекат ЦЗП → ЗЦП → ЦЗП, што оставља плочице тамо где су и биле; тако да записујемо {\displaystyle aa} = {\displaystyle e}.
Слично,
- {\displaystyle bb=e},
- {\displaystyle (aba)(aba)=e}, и
- {\displaystyle (ab)(ba)=(ba)(ab)=e};

тако да свако од горенаведених дејстава има инверз.
Провером, можемо такође да утврдимо асоцијативност и затвореност; обратимо пажњу на пример да
- {\displaystyle (ab)a=a(ba)=e}, и
- {\displaystyle (ba)b=b(ab)=e}.

Ова група се назива симетричном групом над 3 слова, или {\displaystyle S_{3}}.
Има ред 6 (или {\displaystyle 3!} факторијел), и није Абелова (јер, на пример {\displaystyle ab\neq ba}).
Како је {\displaystyle S_{3}} добијено од основних дејстава {\displaystyle a} и {\displaystyle b}, кажемо да је скуп {\displaystyle \{a,b\}} генераторни скуп групе.
Општије, можемо да дефинишемо симетричну групу од свих пермутација {\displaystyle N} објеката. Ова група се означава као {\displaystyle S_{N}} и реда је {\displaystyle N} факторијел.
Један од разлога зашто су пермутационе групе важне је што се свака коначна група {\displaystyle G} може представити као подгрупа симетричне групе {\displaystyle S_{N}} (где је {\displaystyle N} број елемената групе {\displaystyle G}); овај резултат је Кејлијева теорема.

### Циклична група
Циклична група је група чији елементи могу да буду генерисани узастопном применом операције која дефинише групу (и операције узимања инверзног елемента), примењене на само један елемент те групе. Овај примитивни елемент се назива генератором, или примитивним елементом групе.
- Мултипликативна циклична група где је {\displaystyle G} група, а {\displaystyle a} генератор: {\displaystyle G=\{a^{n}\mid n\in \mathbb {Z} \}}.
- Адитивна циклична група, са генератором {\displaystyle a}: {\displaystyle G'=\{n*a\mid n\in \mathbb {Z} \}}

Ако се сукцесивна примена операције која дефинише групу примени на ма који (могуће непримитивни) елемент групе, добија се циклична подгрупа. Ред цикличне подгрупе дели ред групе. Стога, ако је ред групе прост, сви њени елементи, изузев неутрала су примитивни елементи групе.
Важно је напоменути да група садржи све цикличне подгрупе генерисане сваким од елемената групе. Међутим, група конструисана из цикличних подгрупа није обавезно циклична подгрупа. На пример, Клајнова четворна група {\displaystyle ({\mathbb {Z} }/2{\mathbb {Z} })^{2}} није циклична група, иако је конструисана од две цикличне групе реда 2.
Свака коначна Абелова група се може представити као директан производ неких својих цикличних подгрупа, по структурној теореми за коначне Абелове групе.
1. пример: Код цикличне мултипликативне групе {\displaystyle G}, сви елементи {\displaystyle a^{n}} групе су добијени скупом свих целобројних експонената примитивног елемента те групе: {\displaystyle G=\{a^{n}\mid n\in \mathbb {Z} {\pmod {m\in \mathbb {Z} }}\}}
У овом примеру, ако је {\displaystyle a} једнако 2, и операција је оператор множења, тада {\displaystyle G=\{...,2^{-2},2^{-1},2^{0},2^{1},2^{2},2^{3},...\}=\{...,0,25,0,5,1,2,4,8,...\}}. Модуло {\displaystyle m} може да веже групу у коначан скуп са неразломљеним скупом елемената, јер би инверз (и {\displaystyle x^{-2}}, итд.) био унутар скупа.

## Једноставне теореме
- Група има тачно један неутрал.

Доказ: Претпоставимо да су и {\displaystyle e} и {\displaystyle f} неутрали. Тада по дефиницији неутрала, {\displaystyle fe=ef=e} и такође {\displaystyle fe=ef=f}. Али онда је {\displaystyle f=e}.
Следи да је неутрал јединствен.
- Сваки елемент има тачно један инверз.

Доказ: Претпоставимо да су и {\displaystyle b} и {\displaystyle c} инверзи елемента {\displaystyle x}. Тада, по дефиницији инверза, {\displaystyle xb=bx=e} и {\displaystyle xc=cx=e}. Али онда:
| {\displaystyle xb=e=xc} |                                       |
| {\displaystyle xb=xc}   |                                       |
| {\displaystyle bxb=bxc} | (множењем слева са {\displaystyle b}) |
| {\displaystyle eb=ec}   | (коришћењем {\displaystyle bx=e})     |
| {\displaystyle b=c}     | (аксиома неутралног елемента)         |
Следи да је инверз јединствен.
Прва два својства у ствари произлазе из асоцијативности бинарних операција дефинисаних на скупу. Ако је дата бинарна операција на скупу, постоји највише један неутрал и највише један инверз за сваки елемент (без обзира на то имају ли остали елементи инверзе).
- Може се вршити дељење у групама; то јест, ако су дати елементи {\displaystyle a} и {\displaystyle b} групе {\displaystyle G}, постоји тачно једно решење {\displaystyle x} из {\displaystyle G} једначине {\displaystyle x*a=b} и тачно једно решење {\displaystyle y} из {\displaystyle G} једначине {\displaystyle a*y=b}. Опрез: у не-Абеловим групама, ови елементи {\displaystyle x} и {\displaystyle y} не морају бити једнаки, те тако у општем ознака {\displaystyle {\frac {a}{b}}} нема смисла.

- Израз {\displaystyle a_{1}*a_{2}*...*a_{n}} је недвосмислен, јер ће резултат бити исти невезано од тога где поставимо заграде. (Резултат примене принципа математичке индукције на асоцијативно својство.)

- (Чарапе и ципеле) Инверз производа је производ инверза у супротном редоследу: {\displaystyle (a*b)^{-1}=a^{-1}*b^{-1}}.

Доказ: Показаћемо да {\displaystyle (ab)(b^{-1}a^{-1})}, као што се тражи по дефиницији инверза.
| {\displaystyle (ab)(b^{-1}a^{-1})} | = | {\displaystyle a(bb^{-1})a^{-1}} | (асоцијативност)                 |
|                                    | = | {\displaystyle aea^{-1}}         | (дефиниција инверза)             |
|                                    | = | {\displaystyle aa^{-1}}          | (дефиниција неутралног елемента) |
|                                    | = | {\displaystyle e}                | (дефиниција инверза)             |
И слично за други смер.